# توشمال (منصب حکومتی)
توشمال یا تُشمال از مناصب حکومتی ایران از  دوره صفوی است که با عنوان امیر نیز آمده‌است. توشمال در  ایلام و نیز لرستان به رئیس ایل گفته می‌شود.  از وظایف عمده توشمال افزون بر حفظ امنیت و نظارت بر امور مختلف ایل که از طریق پلیس و انتظامات صورت می‌گرفت و همچنین جمع‌آوری مالیات مرسوم بود. عنوان کریم خان زند، توشمال بود و او را توشمال کریم می‌خواندند که در آن دوره به معنای «سر ایل» و «بزرگتر قوم» بود.

## ریشه‌شناسی
گرهارد دورفر برای واژه توشمال در زبان مغولی این معانی را ذکر کرده‌است: مأمور عالی مقام مَحرم، مأمور جمع‌آوری مالیات، و فرستاده شاه و وزیر در مجمع نظامیان و دیوانیان عالی مقام. توشمال در ترکی نیز  به سالخوردگان با تجربه و وزیر و صاحب منصب عالی مقام نیز گفته می‌شود. محمد هاشم آصف معروف به رستم الحکما نام توشمال کریم زند بکله پادشاه زندیان را در میان پهلوانان و عیاران صاحب نام در کتاب رستم‌التواریخ ذکر کرده‌است.
و از هر طرف سر ایلان طاغی و یاغی مانند توشمال کریم‌خان زند و امثالش در منازعه با همدیگر هلاک حرث و نسل نمایند و در کشمکش ملک و مال و جاه و جلال جنگ و جدال کنند.
در فرهنگ سه زبانه سده سیزدهم/ نوزدهم، توشمال به‌معنای وزیر و گماشته و نیز صاحب منصبی به کار رفته که مسئولیت دخل و خرج را بر عهده داشته‌است.اما ابراهیم صفایی کلمه توشمال را لری و ریشه گرفته از زبان مادی دانسته است.

## پیشینه تاریخی
در کتاب رستم‌التواریخ در ارتباط با عنوان توشمال و کشته شدن علیمردان خان بختیاری به دست توشمال کریم‌خان زند چنین آمده‌است:
اما بعد چون عالیجاه توشمال کریم خان زند وکیل الدولهٔ زند همت بلند، حسب الحکم عالیجاه علیمردان خان بختیاری به جانب فارس با دبدبه و کوکبه و دستگاه شاهانه رفته… به تهیهٔ اسباب ریاست و آلات فرمانروایی مشغول گردیده مخالف دستور العمل علیمردان خان رفتار می‌نمود، کیفیت رفتارش را جاسوسان هوشمند به عرض عالیجاه علیمردان خان مختارالدوله رساندند…

آن عالیجاه خندید و گفت می‌فرستم چکمه‌هایش را پر از ریگ به گردنش انداخته و با دست بسته و خواری بیاورندش… سپس شروع نمود به مذمت توشمال کریم خان و نسبت نمک به حرامی و خیانت به او داده و دشنام بسیار به او گفت… خوانین زند از او رنجیدند و خبر به توشمال کریم خان رساندند… محمد خان زند دوستدار کریم خان در نبرد علیمردان خان بختیاری را بشکست و خوانین زند شمشیرها را برآوردند و توابع علیمردان خان بختیاری را قتل و غارت کردند… عالیجاه کریم خان زند قوت و استعدادش بیش شده و والا جاه شاه اسماعیل مذکور را بر مسند شاهی نشانیده و او را شاه در همه امور ساکت و بی‌اختیار و خود وکیل صاحب اختیار و فرمانروای کامکار شد.
عباس عزاوی محقق عراقی در ذکر رویدادهای سال‌های ۸۱۴ تا ۹۴۱ ه‍. ق، حاکم موصل را توشمال زینل معرفی کرده‌است. در زمان شاه عباس اول (۹۹۶–۱۰۳۸)، توشمال باشی در امور سیاسی هم دخالت می‌کرده‌است. زینل‌بیگ بیگدلی شاملو و توشمال باشی، سفیر شاه عباس به دربار جهانگیر در هند، تأثیر بسزایی در مسئله قندهار و حمله صفویان به آنجا داشته‌است.

## وضعیت اجتماعی
بوداگف، توشمال را با منصب ناظر ارشد در دوره صفوی یکی انگاشته‌است. توصیف ولادیمیرتسُف از موقعیت توشمالها چندان روشن نیست؛ در یک جا آنان را درجه دارانی که اشخاص مهمی بوده‌اند، معرفی کرده و در جای دیگر آنان را از «ساایت» های (اعاظمِ حکومتِ) مغول دانسته که نخست به فئودالهای کوچک و سپس به صاحب منصبان اداری یا توشیمال تبدیل شده‌اند. دورفر به نقل از برگمان، دربارهٔ یکی از قبایل مغول می‌نویسد که توشمالها یا مشاوران سرّی امیران، افرادی‌اند که امیر با آنان دربارهٔ امور مهم گفتگو و تبادل نظر می‌کرده و نظر و رأی آنان برای امیر معتبرتر از نظر خویشاوندانش بوده‌است. در سندی از سلطان حیدر، پدر شاه اسماعیل یکم از توشمالان در کنار داروغه‌ها و ملک‌ها و والیان نام برده شده‌است.